# Templo da Fortuna Primigênia
O Templo da Fortuna Primigênia ou Templo da Fortuna Pública, conhecido em latim como Aedes Fortunae Publica Populi Romani Quiritium Primigenia, era um templo localizado em Roma, no monte Quirinal, do lado de fora da Porta Colina.

## Descrição
Era um dos três três templos dedicados à Fortuna no Quirinal, onde se adorava a Fortuna Primigênia, a divindade protetora de Preneste. Foi prometido em 204 a.C. pelo cônsul Públio Semprônio Tuditano antes da Batalha de Crotona contra Aníbal durante a Segunda Guerra Púnica e dedicado em 25 de maio de 184 a.C. por Quinto Márcio Rala.
Trata-se, provavelmente, do templo no qual foi relatado um prodígio em 169 a.C.: segundo Lívio, um dos custodiantes do templo presenciou uma palmeira nascer milagrosamente no local e derramar uma gota de sangue em plena luz do dia; em um outro templo da Fortuna, um outro custodiante observou a aparição prodigiosa de uma serpente com uma crista.